# Larne F.C.
Câu lạc bộ bóng đá Larne là một câu lạc bộ bóng đá chuyên nghiệp ở Bắc Ailen có trụ sở tại Larne, County Antrim thi đấu tại NIFL Premiership.

## Lịch sử
Câu lạc bộ được thành lập vào năm 1889 và sân nhà đựo đặt tại Inver Park. Màu sắc chủ đạo của câu lạc bộ là đỏ và trắng, và các kình địch chính của câu lạc bộ là Carrick Rangers, Ballymena United và Ballyclare Comerades. Từ năm 1972 đến năm 2008, câu lạc bộ được đặt ở vị trí tốt, nhưng trở lại vị trí trung bình khi không giành được một suất tham dự giải IFA Premiership mới. Câu lạc bộ đã lấy lại vị thế cấp cao vào năm 2016, khi NIFL Premiership trở thành giải bóng đá cấp cao thứ hai tại mùa giải 2016–17.
Những thành tích đáng chú ý của Larne là á quân Cúp Ireland sáu lần (1928, 1935, 1987, 1989, 2005 và 2021) và á quân Cúp Liên đoàn Bắc Ireland hai lần (1991–92 và 2003–04) nhưng chưa từng vô địch lần nào - một kỷ lục trong cả hai giải đấu tương ứng về số lần vào trận chung kết nhiều nhất mà không bao giờ giành được chiếc vô địch.
After being taken over by Purplebricks co-founder Kenny Bruce in October 2018, câu lạc bộ đã nâng cao danh hiệu Giải vô địch NIFL 2018–19. Đây là chức vô địch giải đấu cấp cao đầu tiên của câu lạc bộ, chức vô địch giải đấu đầu tiên của họ kể từ khi giành được danh hiệu trung cấp vào năm 1972, và là chiếc vô địch cấp cao đầu tiên kể từ khi nâng cúp Ulster vào năm 1988. Đây là lần đầu tiên họ trở lại giải đấu hàng đầu kể từ khi bị chỉ định xuống hạng hai trong mùa giải 2007–08 sau khi không đáp ứng được các tiêu chí của IFA Premiership.
Trong mùa giải thứ tư trở lại giải đấu hàng đầu Bắc Ireland, The Inver Reds sẽ giành chức vô địch giải đấu NIFL Premiership đầu tiên trong lịch sử vào năm 2023 sau chiến thắng 2-0 trước Crusaders vào tháng 4 năm 2023 Với kết quả này, câu lạc bộ lần đầu tiên góp mặt ở vòng loại UEFA Champions League vào mùa hè năm 2023, họ sẽ gặp gã khổng lồ của Phần Lan HJK Helsinki .

### Đội bóng đá nữ Larne
Larne cũng có một đội bóng đá nữ, ban đầu được thành lập vào tháng 11 năm 2004, trước khi được tái hợp nhất trở lại câu lạc bộ vào năm 2018, trước đó đã không hoạt động trong một vài năm. Trong mùa giải khai mạc, họ đã kết thúc mùa giải với tư cách là nhà vô địch Liên đoàn miền Bắc 2 với thành tích bất bại, đồng thời là đội vào chung kết bị đánh bại ở Cúp Liên đoàn miền Bắc 2. Giờ đây, họ lần đầu tiên chơi ở hạng cao nhất vào năm 2023 (NIFL Women's Premiership) của Hệ thống giải bóng đá nữ Bắc Ireland sau 4 lần thăng hạng liên tiếp.

## Đội hình hiện tại
Ghi chú: Quốc kỳ chỉ đội tuyển quốc gia được xác định rõ trong điều lệ tư cách FIFA. Các cầu thủ có thể giữ hơn một quốc tịch ngoài FIFA.
| Số | VT | Quốc gia         | Cầu thủ        |
| -- | -- | ---------------- | -------------- |
| 1  | TM | Scotland         | Rohan Ferguson |
| 2  | HV | Scotland         | Shaun Want     |
| 3  | HV | Anh              | Ali Omar       |
| 4  | HV | Bắc Ireland      | Aaron Donnelly |
| 5  | HV | Bắc Ireland      | Craig Farquhar |
| 6  | TV | Scotland         | Joe Thomson    |
| 7  | TV | Cộng hòa Ireland | Daniel Kearns  |
| 8  | TV | Anh              | Mark Randall   |
| 9  | TĐ | Bắc Ireland      | Paul O'Neill   |
| 10 | TĐ | Bắc Ireland      | Lee Bonis      |
| 16 | TV | Bắc Ireland      | Shea Gordon    |

| Số | VT | Quốc gia         | Cầu thủ                     |
| -- | -- | ---------------- | --------------------------- |
| 17 | TĐ | Anh              | Isaac Westendorf            |
| 18 | HV | Cộng hòa Ireland | Cian Bolger                 |
| 20 | TĐ | Bắc Ireland      | Thomas Maguire              |
| 21 | TV | Bắc Ireland      | Leroy Millar (vice-captain) |
| 22 | HV | Bắc Ireland      | Micheál Glynn               |
| 23 | HV | Bắc Ireland      | Tomás Cosgrove (captain)    |
| 25 | TV | Bắc Ireland      | Dylan Sloan                 |
| 28 | TM | Anh              | Aidan Dowling               |
| 29 | TĐ | Scotland         | Andy Ryan                   |
| 31 | HV | Úc               | Nicholas Aretzis            |

### Cho mượn
Ghi chú: Quốc kỳ chỉ đội tuyển quốc gia được xác định rõ trong điều lệ tư cách FIFA. Các cầu thủ có thể giữ hơn một quốc tịch ngoài FIFA.
| Số | VT | Quốc gia    | Cầu thủ                                                                 |
| -- | -- | ----------- | ----------------------------------------------------------------------- |
| —  | TV | Bắc Ireland | Ethan Simpson (Cho mượn tại Ballyclare Comrades đến 1 tháng 7 năm 2024) |
| 30 | TĐ | Bắc Ireland | Matthew Lusty (Cho mượn tại Dungannon Swifts đến 1 tháng 7 năm 2024)    |

## Ban huấn luyện
| Position                     | Staff              |
| ---------------------------- | ------------------ |
| Huấn luyện viên              | Tiernan Lynch      |
| Trợ lý huấn luyện viên       | Seamus Lynch       |
| Huấn luyện viên đội một      | Gary Haveron       |
| Huấn luyện viên thủ môn      | Alan Blayney       |
| Huấn luyện viên thể lực      | Stuart McCammon    |
| Trưởng phòng vật lý trị liệu | Paddy Douglas      |
| Trưởng đội phân tích dữ liệu | Oliver Byrne       |
| Quản lý áo đấu               | Martin Bird        |
| Nhà vật lý trị liệu          | Joe Crawford       |
| Bác sĩ                       | Adam McClintock    |
| Quản lý giải trí             | Lewis Perry McAdam |
| Tổng giám đốc                | Niall Curneen      |
| Giám đốc tiếp thị            | Dean Houston       |

## Thành tích ở châu Âu

### Tổng quan
| Giải đấu                      | Số trận | Thắng | Hoa | Thua | Bằn thắng | Bàn thua |
| ----------------------------- | ------- | ----- | --- | ---- | --------- | -------- |
| UEFA Europa Conference League | 8       | 4     | 2   | 2    | 6         | 7        |
| Tổng cộng                     | 8       | 4     | 2   | 2    | 6         | 7        |

### Trận đấu
| Mùa giải | Giải đấu                      | Vòng | Câu lạc bộ        | Nhà | Khách | Tổng |
| -------- | ----------------------------- | ---- | ----------------- | --- | ----- | ---- |
| 2021–22  | UEFA Europa Conference League | 1QR  | Bala Town         | 1–0 | 1–0   | 2–0  |
| 2021–22  | UEFA Europa Conference League | 2QR  | AGF Aarhus        | 2–1 | 1–1   | 3–2  |
| 2021–22  | UEFA Europa Conference League | 3QR  | Paços de Ferreira | 1–0 | 0–4   | 1–4  |
| 2022–23  | UEFA Europa Conference League | 1QR  | St Joseph's       | 0–1 | 0–0   | 0–1  |
| 2023–24  | UEFA Champions League         | 1QR  | HJK               |     |       |      |

### Hệ số UEFA
Tính đến 7 tháng 5 năm 2023
| Thứ hạng | Đội        | Điểm  |
| -------- | ---------- | ----- |
| 338      | Vllaznia   | 3.000 |
| 339      | Vikingur   | 3.000 |
| 340      | Larne      | 3.000 |
| 341      | Floriana   | 3.000 |
| 342      | Derry City | 3.000 |

## Danh hiệu

### Danh hiệu cao cấp
- NIFL Premiership: 1
  - 2022–23[10]
- County Antrim Shield: 3
  - 2020–21, 2021–22, 2022–23[11]
- NIFL Championship: 1
  - 2018–19
- Ulster Cup: 2
  - 1949–50, 1987–88[12]

### Danh hiệu trung cấp
- Irish League B Division: 10
  - 1954–55, 1956–57, 1963–64, 1964–65, 1965–66, 1966–67, 1968–69, 1969–70, 1970–71, 1971–72
- Irish Intermediate League: 1
  - 1952–53
- Irish Intermediate Cup: 3
  - 1942–43†, 1958–59, 1969–70
- George Wilson Cup: 6
  - 1958–59, 1959–60, 1968–69, 1970–71, 1977–78†, 1978–79†
- Steel & Sons Cup: 11
  - 1909–10, 1941–42†, 1942–43†, 1956–57, 1958–59, 1959–60, 1964–65, 1968–69, 1969–70, 1970–71, 1971–72
- Louis Moore Cup: 2
  - 1956–57 (shared with Banbridge Town), 1958–59
- McElroy Cup: 1
  - 1948–49

† Won by Larne Olympic (reserve team)

### Danh hiệu trẻ
- Irish Junior Cup: 1
  - 1900–01

## Liên kết
- Larne FC Website
- Larne FC Official Twitter